# Єрусалимський симфонічний оркестр
Єрусалимський симфонічний оркестр (іврит: התזמורת הסימפונית ירושלים, га-Тізморет га-Сімфоніт Єрушалаїм) — провідний ізраїльський оркестр. З 1980-х років базується в Симфонічному залі Генрі Крауна, що є частиною комплексу Єрусалимського театру.

## Історія
Єрусалимський симфонічний оркестр бере початки в додержавному періоді: у 1930-х роках було створено камерний оркестр Палестинської служби радіомовлення, який згодом перетворився на Оркестр ПСР. У 1948 році, після виникнення Держави Ізраїль, стає оркестром Ізраїльської асоціації радіомовлення.
Єрусалимський симфонічний оркестр відіграв важливу роль у формуванні та розвитку культурної сфери новоствореної держави. Оркестр виконував як класичні, так і сучасні твори ізраїльських і закордонних композиторів, поєднуючи виступи місцевих солістів і диригентів та запрошених артистів.
З Єрусалимським симфонічним оркестром виступали видатні диригенти (Отто Клемперер, Гайнц Фройденталь, Шалом Ронлі-Рікліс, Менді Родан, Лоуренс Фостер, Йоав Тальмі, Серджіу Коміссіона, Лукас Фосс, Ґарі Бертіні та ін.). та солісти Артур Рубінштейн, Ігор Маркевич, Генрик Шеринґ, Ісаак Стерн, Раду Лупу, Петер Шрір, Табеа Ціммерман, Єфім Бронфман та ін.). Серед найпомітніших прем'єр оркестру останнього часу — спільне з Оркестром Баварського радіо (під керівництвом Лоріна Маазеля) виконання у 2000 році Сьомої симфонії польського композитора Кшиштофа Пендерецького «Сім брам Єрусалима», що було приурочено до святкувань із нагоди 3000-річчя Єрусалима. Того ж року виконання було повторено в Мюнхені з нагоди 50-річчя Оркестру Баварського радіо.

## Музичні директори
- Менді Родан (1963–72)
- Лукас Фосс (1972–76)
- Ґарі Бертіні (1978–87)
- Лоуренс Фостер (1988–92)
- Давід Шаллон (1992—2000)
- Фредерік Шазлен (1999—2002)
- Леон Ботстайн (2003—2013)
- Фредерік Шазлен (2012–дотепер)